# Verbandsliga Brandenburg 1998/99
Die Verbandsliga Brandenburg 1998/99 war die neunte Spielzeit der Verbandsliga Brandenburg und die fünfte als fünfthöchste Spielklasse im Fußball der Männer. 
Der Brandenburger SC Süd 05 wurde in dieser Saison zum ersten Mal Landesmeister in Brandenburg und stieg damit in die Fußball-Oberliga Nordost auf. Der SV Falkensee-Finkenkrug errang, mit 14 Punkten Rückstand, die Vizemeisterschaft. 
Als Absteiger standen nach dem 30. Spieltag der Müllroser SV 1898 und die SG Fortuna Babelsberg fest und mussten in die Landesliga absteigen.

## Teilnehmer
An der Spielzeit 1998/99 nahmen insgesamt 16 Vereine teil.
| ▼Absteiger auf der Oberliga Nordost 1997/98 |
| ------------------------------------------- |
| SG Bornim                                   |

| Mannschaften aus der Verbandsliga Brandenburg 1997/98 | Mannschaften aus der Verbandsliga Brandenburg 1997/98 | Mannschaften aus der Verbandsliga Brandenburg 1997/98 |
| ----------------------------------------------------- | ----------------------------------------------------- | ----------------------------------------------------- |
| Ludwigsfelder FC                                      | SV Falkensee-Finkenkrug                               | Brandenburger SC Süd 05                               |
| SV Empor Mühlberg                                     | FSV Glückauf Brieske-Senftenberg                      | SV Schwarz-Rot Neustadt (Dosse)                       |
| Müllroser SV 1898                                     | FSV 95 Ketzin/Falkenrehde                             | SG Fortuna Babelsberg                                 |
| SG Eintracht Oranienburg                              | FSV Rot-Weiß Prenzlau                                 | FC 98 Hennigsdorf Fn. 1                               |
| FC Stahl Brandenburg Fn. 2                            |                                                       |                                                       |

| ▲Aufsteiger aus der Landesliga 1997/98 | ▲Aufsteiger aus der Landesliga 1997/98 |
| -------------------------------------- | -------------------------------------- |
| FSV Wacker Fürstenwalde                | SV Babelsberg 03 II                    |

## Abschlusstabelle
| Pl. | Verein                           | Sp. | S  | U  | N  | Tore    | Diff. | Punkte |
| --- | -------------------------------- | --- | -- | -- | -- | ------- | ----- | ------ |
| 1.  | Brandenburger SC Süd 05          | 30  | 22 | 6  | 2  | 067:260 | +41   | 72     |
| 2.  | SV Falkensee-Finkenkrug          | 30  | 17 | 7  | 6  | 053:320 | +21   | 58     |
| 3.  | Ludwigsfelder FC                 | 30  | 15 | 8  | 7  | 056:360 | +20   | 53     |
| 4.  | SV Babelsberg 03 II (N)          | 30  | 15 | 6  | 9  | 062:410 | +21   | 51     |
| 5.  | FSV Glückauf Brieske-Senftenberg | 30  | 16 | 3  | 11 | 059:440 | +15   | 51     |
| 6.  | FC Stahl Brandenburg             | 30  | 13 | 11 | 6  | 050:310 | +19   | 50     |
| 7.  | FC 98 Hennigsdorf                | 30  | 12 | 11 | 7  | 056:400 | +16   | 47     |
| 8.  | SV Schwarz-Rot Neustadt (Dosse)  | 30  | 12 | 8  | 10 | 043:290 | +14   | 44     |
| 9.  | SG Bornim (A)                    | 30  | 13 | 5  | 12 | 043:540 | −11   | 44     |
| 10. | Müllroser SV 1898 Fn. 3          | 30  | 12 | 6  | 12 | 041:390 | +2    | 42     |
| 11. | FSV Wacker Fürstenwalde (N)      | 30  | 11 | 4  | 15 | 036:500 | −14   | 37     |
| 12. | FSV Rot-Weiß Prenzlau            | 30  | 10 | 4  | 16 | 044:450 | −1    | 34     |
| 13. | SG Eintracht Oranienburg         | 30  | 9  | 6  | 15 | 028:510 | −23   | 33     |
| 14. | SV Empor Mühlberg                | 30  | 6  | 5  | 19 | 034:690 | −35   | 23     |
| 15. | FSV 95 Ketzin/Falkenrehde        | 30  | 5  | 6  | 19 | 025:570 | −32   | 21     |
| 16. | SG Fortuna Babelsberg            | 30  | 3  | 2  | 25 | 032:850 | −53   | 11     |

| (A) | Absteiger aus der Oberliga Nordost 1997/98 |
| (N) | Aufsteiger aus der Landesliga 1997/98      |

## Kreuztabelle
Die Kreuztabelle stellt die Ergebnisse aller Spiele dieser Saison dar. Die Heimmannschaft ist in der linken Spalte, die Gastmannschaft in der oberen Zeile aufgelistet.
| 1998/99                          | Brandenburger SC Süd 05 | SV Falkensee-Finkenkrug | Ludwigsfelder FC | SV Babelsberg 03 II | FSV Glückauf Brieske-Senftenberg | FC Stahl Brandenburg | FC 98 Hennigsdorf | SV Schwarz-Rot Neustadt (Dosse) | SG Bornim | Müllroser SV 1898 | FSV Wacker Fürstenwalde | FSV Rot-Weiß Prenzlau | SG Eintracht Oranienburg | SV Empor Mühlberg | FSV 95 Ketzin/Falkenrehde | SG Fortuna Babelsberg |
| -------------------------------- | ----------------------- | ----------------------- | ---------------- | ------------------- | -------------------------------- | -------------------- | ----------------- | ------------------------------- | --------- | ----------------- | ----------------------- | --------------------- | ------------------------ | ----------------- | ------------------------- | --------------------- |
| Brandenburger SC Süd 05          |                         | 1:1                     | 1:0              | 4:0                 | 3:2                              | 3:1                  | 3:1               | 1:1                             | 2:0       | 3:2               | 3:1                     | 2:0                   | 3:0                      | 4:0               | 4:0                       | 3:0                   |
| SV Falkensee-Finkenkrug          | 3:0                     |                         | 2:1              | 2:0                 | 3:0                              | 1:1                  | 4:1               | 1:3                             | 5:1       | 1:0               | 1:0                     | 1:3                   | 0:0                      | 3:0               | 3:0                       | 3:1                   |
| Ludwigsfelder FC                 | 3:0                     | 2:2                     |                  | 1:5                 | 1:0                              | 0:0                  | 6:1               | 0:0                             | 2:1       | 1:1               | 2:0                     | 5:2                   | 2:0                      | 4:0               | 3:1                       | 4:0                   |
| SV Babelsberg 03 II              | 0:1                     | 2:2                     | 2:0              |                     | 0:2                              | 0:1                  | 0:0               | 0:0                             | 1:5       | 1:1               | 3:0                     | 2:1                   | 1:0                      | 4:1               | 1:1                       | 1:0                   |
| FSV Glückauf Brieske-Senftenberg | 0:1                     | 6:2                     | 4:0              | 4:3                 |                                  | 3:0                  | 2:4               | 3:1                             | 0:0       | 2:1               | 2:3                     | 2:1                   | 4:0                      | 2:1               | 2:0                       | 3:0                   |
| FC Stahl Brandenburg             | 2:2                     | 1:1                     | 0:0              | 1:1                 | 3:0                              |                      | 3:2               | 1:1                             | 0:1       | 3:0               | 0:1                     | 2:2                   | 3:1                      | 4:0               | 2:1                       | 4:1                   |
| FC 98 Hennigsdorf                | 1:3                     | 4:1                     | 1:1              | 4:1                 | 1:1                              | 0:0                  |                   | 2:2                             | 6:0       | 1:1               | 1:0                     | 0:2                   | 4:1                      | 1:1               | 3:0                       | 3:1                   |
| SV Schwarz-Rot Neustadt (Dosse)  | 1:2                     | 1:0                     | 0:1              | 0:1                 | 2:3                              | 0:0                  | 0:0               |                                 | 4:0       | 1:0               | 4:1                     | 0:1                   | 2:0                      | 4:1               | 3:0                       | 2:4                   |
| SG Bornim                        | 3:3                     | 1:3                     | 2:4              | 0:4                 | 4:0                              | 0:3                  | 1:1               | 1:0                             |           | 0:3               | 1:0                     | 2:0                   | 1:1                      | 6:3               | 1:0                       | 3:2                   |
| Müllroser SV 1898                | 0:3                     | 0:0                     | 3:1              | 2:1                 | 1:1                              | 1:5                  | 2:1               | 1:2                             | 0:1       |                   | 2:0                     | 3:1                   | 0:1                      | 4:0               | 2:1                       | 3:1                   |
| FSV Wacker Fürstenwalde          | 1:2                     | 2:1                     | 3:3              | 2:4                 | 2:0                              | 0:2                  | 1:1               | 2:0                             | 0:0       | 0:2               |                         | 2:1                   | 1:1                      | 2:1               | 0:1                       | 2:1                   |
| FSV Rot-Weiß Prenzlau            | 0:1                     | 1:3                     | 0:1              | 1:2                 | 0:1                              | 3:2                  | 1:3               | 0:0                             | 3:0       | 0:1               | 3:4                     |                       | 1:1                      | 2:1               | 3:0                       | 4:0                   |
| SG Eintracht Oranienburg         | 1:1                     | 0:1                     | 1:3              | 1:6                 | 1:0                              | 2:0                  | 0:5               | 0:3                             | 1:3       | 3:1               | 1:2                     | 1:0                   |                          | 3:0               | 2:0                       | 1:0                   |
| SV Empor Mühlberg                | 0:2                     | 0:1                     | 3:3              | 2:5                 | 3:0                              | 1:2                  | 1:1               | 1:0                             | 1:0       | 1:3               | 3:0                     | 1:1                   | 0:0                      |                   | 3:1                       | 3:2                   |
| FSV 95 Ketzin/Falkenrehde        | 1:1                     | 0:1                     | 1:0              | 1:5                 | 2:4                              | 1:1                  | 1:2               | 1:2                             | 1:2       | 0:0               | 3:0                     | 0:3                   | 2:1                      | 3:1               |                           | 2:2                   |
| SG Fortuna Babelsberg            | 1:5                     | 0:1                     | 0:2              | 1:6                 | 1:6                              | 2:3                  | 0:1               | 1:4                             | 1:3       | 3:1               | 1:4                     | 2:4                   | 2:3                      | 2:1               | 0:0                       |                       |